# Embalse de El Atance
El embalse de El Atance es un embalse español situado en el cauce del río Salado, en la provincia de Guadalajara, inaugurado en 1997 para el riego de las tierras. Bajo sus aguas quedó hundido el pueblo de El Atance.